# Vicente Pizá
Vicente Pizá Uxó (Valencia, España 18 de julio de 1916 - 16 de abril de 2003) fue un futbolista español que se desempeñaba como delantero.

## Clubes
| Club                     | País   | Año       |
| ------------------------ | ------ | --------- |
| Club Deportivo Castellón | España | 1941-1949 |
| Unió Esportiva Lleida    | España | 1949-1950 |
| Levante Unión Deportiva  | España | 1950-1951 |